# Рангун
Рангун или Јангон (бур. ရန်ကုန်) је највећи град Мјанмара, и његов некадашњи главни град (до 2005). Данас је главни град истоименог региона. Град се налази на југу земље, на источној ивици делте реке Иравади у близини Андаманског мора. Рангун има 4.348.000 становника (подаци из 2010). Подручје Рангуна припада тропској климатској зони. Средња годишња температура износи 27,5 °C, док је просечна годишња количина падавина 2617 милиметара.

## Историја
Прво насеље на овом месту основано је у 5. веку пре нове ере. До 1755. град се звао Дагон и припадао је краљевини народа Мон. Тада га је заузео краљ Алаунгпај, дао му ново име Јангон и претворио га у главни град новооснованог Бурманског царства. Град је у другој половини 19. века пао под британску власт и потом се развио у модерни град. Рангун је име које је добио у овој, колонијалној, ери. Земљотрес и цунами су уништили град 1930. Рангун је постао главни град независне Бурме 1948.
Име Рангун је промењено у Јангон 1989. Године 2005. Влада Мјанмара је објавила да се сва министарства и институције Владе премештају у нову престоницу, Непјидо.
И поред тога, Рангун је и даље далеко најзначајнији економски и трговачки центар земље.

### Клима
| Клима Рангуна (Каба–Ај) 1981–2010, екстреми 1881–1990 | Клима Рангуна (Каба–Ај) 1981–2010, екстреми 1881–1990 | Клима Рангуна (Каба–Ај) 1981–2010, екстреми 1881–1990 | Клима Рангуна (Каба–Ај) 1981–2010, екстреми 1881–1990 | Клима Рангуна (Каба–Ај) 1981–2010, екстреми 1881–1990 | Клима Рангуна (Каба–Ај) 1981–2010, екстреми 1881–1990 | Клима Рангуна (Каба–Ај) 1981–2010, екстреми 1881–1990 | Клима Рангуна (Каба–Ај) 1981–2010, екстреми 1881–1990 | Клима Рангуна (Каба–Ај) 1981–2010, екстреми 1881–1990 | Клима Рангуна (Каба–Ај) 1981–2010, екстреми 1881–1990 | Клима Рангуна (Каба–Ај) 1981–2010, екстреми 1881–1990 | Клима Рангуна (Каба–Ај) 1981–2010, екстреми 1881–1990 | Клима Рангуна (Каба–Ај) 1981–2010, екстреми 1881–1990 | Клима Рангуна (Каба–Ај) 1981–2010, екстреми 1881–1990 |
| Показатељ \ Месец | .Јан.                                                 | .Феб.                                                 | .Мар.                                                 | .Апр.                                                 | .Мај.                                                 | .Јун.                                                 | .Јул.                                                 | .Авг.                                                 | .Сеп.                                                 | .Окт.                                                 | .Нов.                                                 | .Дец.                                                 | .Год.                                                 |
| --- | ----------------------------------------------------- | ----------------------------------------------------- | ----------------------------------------------------- | ----------------------------------------------------- | ----------------------------------------------------- | ----------------------------------------------------- | ----------------------------------------------------- | ----------------------------------------------------- | ----------------------------------------------------- | ----------------------------------------------------- | ----------------------------------------------------- | ----------------------------------------------------- | ----------------------------------------------------- |
| Апсолутни максимум, °C (°F) | 38,9 (102)                                            | 38,9 (102)                                            | 40,0 (104)                                            | 41,1 (106)                                            | 42,0 (107,6)                                          | 37,8 (100)                                            | 37,8 (100)                                            | 34,4 (93,9)                                           | 38,9 (102)                                            | 37,8 (100)                                            | 38,9 (102)                                            | 35,6 (96,1)                                           | 42,0 (107,6)                                          |
| Максимум, °C (°F) | 33,2 (91,8)                                           | 35,2 (95,4)                                           | 36,7 (98,1)                                           | 37,5 (99,5)                                           | 34,2 (93,6)                                           | 30,8 (87,4)                                           | 30,3 (86,5)                                           | 30,0 (86)                                             | 30,9 (87,6)                                           | 32,2 (90)                                             | 33,1 (91,6)                                           | 32,5 (90,5)                                           | 33,1 (91,6)                                           |
| Просек, °C (°F) | 24,8 (76,6)                                           | 26,5 (79,7)                                           | 28,6 (83,5)                                           | 31,0 (87,8)                                           | 29,2 (84,6)                                           | 27,4 (81,3)                                           | 26,8 (80,2)                                           | 26,9 (80,4)                                           | 27,5 (81,5)                                           | 27,6 (81,7)                                           | 27,3 (81,1)                                           | 25,0 (77)                                             | 27,4 (81,3)                                           |
| Минимум, °C (°F) | 16,7 (62,1)                                           | 18,4 (65,1)                                           | 21,0 (69,8)                                           | 23,8 (74,8)                                           | 24,3 (75,7)                                           | 23,6 (74,5)                                           | 23,2 (73,8)                                           | 23,2 (73,8)                                           | 23,2 (73,8)                                           | 23,1 (73,6)                                           | 21,3 (70,3)                                           | 17,8 (64)                                             | 21,6 (70,9)                                           |
| Апсолутни минимум, °C (°F) | 12,2 (54)                                             | 13,3 (55,9)                                           | 16,1 (61)                                             | 20,0 (68)                                             | 20,0 (68)                                             | 20,0 (68)                                             | 21,1 (70)                                             | 20,0 (68)                                             | 20,0 (68)                                             | 20,0 (68)                                             | 15,0 (59)                                             | 9,2 (48,6)                                            | 9,2 (48,6)                                            |
| Количина кише, mm (in) | 0,4 (0,016)                                           | 3,1 (0,122)                                           | 12,4 (0,488)                                          | 37,8 (1,488)                                          | 328,1 (12,917)                                        | 565,6 (22,268)                                        | 605,8 (23,85)                                         | 570,7 (22,469)                                        | 393,7 (15,5)                                          | 200,3 (7,886)                                         | 58,6 (2,307)                                          | 6,8 (0,268)                                           | 2.783,3 (109,579)                                     |
| Дани са кишом | 0,2                                                   | 0,2                                                   | 0,4                                                   | 1,6                                                   | 12,6                                                  | 25,3                                                  | 26,2                                                  | 26,1                                                  | 19,5                                                  | 12,2                                                  | 4,8                                                   | 0,2                                                   | 129,3                                                 |
| Релативна влажност, % | 62                                                    | 66                                                    | 69                                                    | 66                                                    | 73                                                    | 85                                                    | 86                                                    | 87                                                    | 85                                                    | 78                                                    | 71                                                    | 65                                                    | 74                                                    |
| Сунчани сати — месечни просек | 300                                                   | 272                                                   | 290                                                   | 292                                                   | 181                                                   | 80                                                    | 77                                                    | 92                                                    | 97                                                    | 203                                                   | 280                                                   | 288                                                   | 2.452                                                 |
| Извор #1: Norwegian Meteorological Institute (average high and average low, and precipitation 1981–2010), World Meteorological Organization (rainy days 1961–1990), Deutscher Wetterdienst (extremes) |                                                       |                                                       |                                                       |                                                       |                                                       |                                                       |                                                       |                                                       |                                                       |                                                       |                                                       |                                                       |                                                       |
| Извор #2: Danish Meteorological Institute (sun and relative humidity 1931–1960), Myanmar Times (May record high and December record low) Tokyo Climate Center (mean temperatures 1981–2010)           |                                                       |                                                       |                                                       |                                                       |                                                       |                                                       |                                                       |                                                       |                                                       |                                                       |                                                       |                                                       |                                                       |

## Становништво
| 2014.     |
| --------- |
| 5.160.512 |

## Међународни односи
Рангун је члан Азијске мреже великих градова 21.

### Градови побратими
Рангун је побратимљен са:
- Бусан, Јужна Кореја[10]
- Хајкоу, Кина[11]
- Хо Ши Мин, Вијетнам (2012)[12]
- Катманду, Непал[13]
- Куенминг, Кина (2008)[14]
- Нанинг, Кина (2009)[15]
- Кезон Сити, Филипини (2017)[16]
- Јангџоу, Кина (1997)[17]